# Тур Ганы
Тур Ганы (англ. Tour of Ghana) — шоссейная многодневная велогонка, проходящая по территории Ганы с 1998 года.

## История
Гонка была создана не позднее 1998 года. В 2001 году состоялась в апреле, а в декабре 2002 прошло 5-е издание гонки. Запланированная на конец ноября 2003 года гонка из-за финансовых трудностей была отменена. В середине октября 2004 года состоялось 6-е издание гонки, а затем в её проведении наступил перерыв. Спонсором гонки в это время выступала компания Pepsi, а участие в ней, помимо нескольких местных команд, принимали команды Бенина, Буркина-Фасо, Кот-д'Ивуара и Того.
После трёх лет отсутствия гонка вернулась в 2008 году. Она прошла в середине января перед началом Кубока африканских наций 2008 с участием только местных гонщиков. Маршрут проходил по четырём городам в которых было запланировано проведение матчей Кубка — Аккра, Кумаси, Секонди-Такоради и Тамале. После чего в её истории снова наступила пауза.
Возрождение гонки состоялось в 2011 году при содействии компании Cowbell, организатором выступала Федерация велоспорта Ганы (GCF). В течение трёх лет ней принимали участи только местные велогонщики. Маршрут в 2011 году состоял из 9 этапов, а в 2012 и 2013 годах из 13 этапов. Общая протяжённость дистанции составляла более 1000 км, а финишировал гонка все разы в столице Ганы — Аккре.
В 2014 году гонка должна была снова стать международной и пройти с 4 по 17 мая с участием команд Бенина, Кении, Кот-д'Ивуара, Нигерии и Того. Возможно её победителем стал местный велогонщик Самуэль Аним.

## Призёры
| Год  | Победитель           | Второй              | Третий           |
| ---- | -------------------- | ------------------- | ---------------- |
| 2002 | Огюстен Амуссуви     |                     |                  |
| 2004 | Абдулай Траоре       | Ахмед Уэдраого      | Н'Гатта Кулибали |
| 2008 |                      |                     |                  |
| 2011 | Генри Тетте Джангмах |                     |                  |
| 2012 | Генри Тетте Джангмах | Виктор Куджо Акпабу |                  |
| 2013 | Проспер Агбо         | Самуэль Аним        |                  |
| 2022 | Энтони Боакье        |                     |                  |